# جبرگرایی منطقی
جبرگرایی منطقی (به انگلیسی:Logical determinism) این دیدگاه است که گزاره ای دربارهٔ آینده یا لزوماً صحیح یا لزوماْ نفی آن لزوماً صحیح است. استدلال این امر به شرح ذیل است: در اصل طرد شق ثالث، گزاره زمان آینده («فردا یک نبرد دریایی خواهد بود») یا اکنون درست است، یا نفی آن صادق است. اما آنچه آن را (یا نفی آن) را صحیح می‌سازد، وجود فعلی یک وضعیت امور - یک صدق‌ساز است. بر این اساس، آینده به این معنا تعیین می‌شود که وضعیت کنونی - یعنی وضعیتی که «فردا یک نبرد دریایی رخ خواهد داد» یا صحیح بودن نفی آن - تعیین می‌کند که اوضاع چگونه خواهد بود. بعلاوه، اگر گذشته ضروری باشد، به این معنا که وضعیتی از امور که دیروز وجود داشته‌است را نمی‌توان تغییر داد، در آن صورت وضعیتی که گزاره «فردا یک نبرد دریایی خواهد بود» را صحیح کرده‌است، نمی‌تواند تغییر کند، و بنابراین تصدیق گزاره یا نفی آن لزوماً صحیح است، یا لزوماً چنین است که فردا جنگ دریایی رخ می‌دهد یا لزوماً چنینن یست.
اصطلاح انگلیسی «logical determinism» از لاتین «Logischer Determinismus» و توسط موریتز شلیک معرفی شد.
به نظر می‌رسد جبر منطقی با مفهوم اختیار تناقض دارد. اختیار مستلزم این است که دوره‌های عمل مختلف ممکن باشد اما استدلال نبرد دریایی نشان می‌دهد که تنها یک راه -به دلیل ضرورت- ممکن است. در تلاش برای حل این مشکل، فیلسوف قرن سیزدهمی، دانس اسکوتوس در یک کار اولیه استدلال کرد که یک گزاره آینده را می‌توان به دو طریق درک کرد: یا به عنوان دلالت بر چیزی در واقعیت که چیزی را در آینده درست می‌کند، یا صرفاً به عنوان دلالت بر آن چیزی که در آینده خواهد بود. . معنای دوم از این جهت ضعیف‌تر است که ما را متعهد به هیچ وضعیت فعلی نمی‌کند که گزاره آینده را صحیح می‌سازد، و فقط برای وضعیت آینده صادق و صحیح است .